# Forsaken (gruppo musicale)
I Forsaken sono un gruppo Epic doom metal nato a Malta. Fondati nel 1990 a Fgura, originariamente suonavano progressive metal. Rientrano nella categoria dei gruppi che trattano tematiche cristiane e di conseguenza i loro testi sono legati al christian metal.
I Forsaken hanno vinto i Malta Music Awards nella categoria Best Heavy Metal Act.

## Storia del gruppo

### 1990 - 1997
Nel 1989 il gruppo si chiamava Blind Alley e dopo alcuni cambi di line-up, nel 1990, prese il nome di Forsaken. Il genere proposto è progressive metal. Nel 1991 esce la prima Demo dal titolo "Requiem" grazie al quale vengono messi sotto contratto dalla label francese Arkham Production per la realizzazione di un sette pollici. Nel 1993 esce l'EP Virtues Of Sanctity. Nel 1997 il primo full-length Evermore sotto la label maltese Storm Records.

### 1998 - Oggi
Dopo la pubblicazione del primo full-length la band si scioglie per circa un anno per poi riformarsi e orientandosi verso un sound epic doom metal. Nel gruppo entra a far parte un tastierista, Mario Ellul. Purtroppo lo storico chitarrista della band, Daniel Magri, si ammala di cancro nel 1999 e dopo due anni viene a mancare. La band non si perde d'animo e sul finire del 2001 pubblica il mini Iconoclast sotto l'etichetta scozzese Golden Lake. Con la stessa etichetta pubblicano i full-length Anima Mundi nel 2004 e Dominaeon nel 2005. Nel 2006 la Golden Lake chiude e i Forsaken passano sotto l'etichetta svedese I Hate la quale pubblica nel 2009 l'album After the fall 2 nel 2010 e lo split Tales of Doom and Woe.

## Formazione

### Formazione attuale
- Albert Bell - basso
- Simeon Gatt - batteria
- Sean Vukovic - chitarra
- Leo Stivala - voce

### Ex componenti
- Tony Azzopardi (1990-1991) - basso
- Kevin Azzopardi(1990-1993) - chitarra
- Cay Schembri 	 (1990-1992) - tastiera
- Daniel Magri 	 (1992-2001) - chitarra
- Mario Ellul 	 (1998-2004) - tastiera

## Discografia
- Requiem 	        Demo 	        1991
- Virtues of Sanctity 	EP 	        1993
- Evermore 	        Full-length 	1997
- Iconoclast 	        EP 	        2002
- Anima Mundi           Full-length     2004
- Dominaeon 	        Full-length 	2005
- After the Fall 	Full-length 	2009
- Tales of Doom and Woe Split 	        2010
- Dominaeon 	        Full-length 	2017